# Lukáš Zoubele
Lukáš Zoubele (Ústí nad Labem, 20 dicembre 1985) è un ex calciatore ceco, di ruolo centrocampista.

## Caratteristiche tecniche
Esterno sinistro, può giocare anche da interno di centrocampo.

## Carriera

### Club
Vanta più di 100 presenze nella massima divisione ceca.

## Palmarès

### Club

#### Competizioni nazionali
- Coppa della Repubblica Ceca: 1

Jablonec: 2012-2013
- Supercoppa della Repubblica Ceca: 1

Jablonec: 2013